# Schneidereria
Schneidereria is een geslacht van vlinders van de familie tastermotten (Gelechiidae).

## Soorten
- S. pistaciella Weber, 1957
- S. pistaciicola (Danilevsky, 1955)
- S. platyphracta (Meyrick, 1935)